# Forêt nationale de Trairão
La forêt nationale de Trairão (en portugais : Floresta Nacional do Trairão) est une forêt nationale de l'État du Pará, au Brésil. Elle contient une grande zone de forêt amazonienne avec une grande biodiversité. Il s'agit d'une unité de conservation à utilisation durable dans laquelle l'exploitation forestière est autorisée sous réserve d'un plan de gestion, et a été créée dans le but de lutter contre la déforestation illégale dans la région.

## Emplacement

Carte croisée des unités de conservation du bassin du fleuve Tapajos: la forêt nationale de Trairão apparait en numéro 13

La forêt nationale a été créée le 13 février 2006 et est administrée par l'Institut fédéral Chico Mendes pour la conservation de la biodiversité. Elle couvre des parties des municipalités de Trairão (69,2%), Rurópolis (22,0%) et Itaituba (8,8%) dans l'État du Pará. Les principaux centres urbains à proximité sont Trairão, Itaituba, Rurópolis et Santarém. Elle borde la réserve d'extraction de Riozinho do Anfrísio à l'est et le parc national de Jamanxim au sud. La forêt tire son nom de la municipalité de Trairão, qui à son tour porte le nom du poisson trairão (Hoplias lacerdae). La zone autour de la forêt compte 260 905 personnes, avec une densité de population de 1,08 habitants par kilomètre carré.
La forêt se trouve dans une région qui contient 12 zones de conservation à usage durable et 6 zones entièrement protégées. Les zones entièrement protégées, qui couvrent 6 670 422 d'hectares, sont les parcs nationaux Amazônia, Jamanxim, Rio Novo et Serra do Pardo, la réserve biologique Nascentes da Serra do Cachimbo et la station écologique Terra do Meio. Les zones d'utilisation durable comprennent la zone de protection de l'environnement de Tapajós et les forêts nationales d'Altamira, Amaná, Jamanxim, Trairão, Itaituba I, Itaituba II et Tapajós, couvrant un total de 7 555 889 d'hectares.

## Accès
La forêt est accessible par les routes en provenance de l'autoroute BR-163, qui est à l'ouest de la forêt. La ville d'Itaituba peut également être atteinte par bateau en remontant la rivière Tapajós, qui coule plus à l'ouest. La forêt se trouve dans certaines parties des bassins fluviaux du Tapajós et de la rivière Xingu. Les principaux cours d'eau du parc sont les rivières Branco, Itapacurá et Cuparí. Bien qu'il existe de nombreuses rivières et ruisseaux, peu d'entre eux conviennent au transport fluvial en raison de la faible profondeur, des rapides, des troncs d'arbres, des canaux étroits, des courbes et des arbres tombés. En période de crue, il est également difficile d'identifier une voie de navigation.

## Description
D'altitude moyenne de 51 mètres, la forêt reçoit annuellement un cumul de précipitations proche de 2 000 mm, avec une saison des pluies marquée de décembre à mai, suivie d'une saison sèche de juin à novembre. La température annuelle moyenne varie généralement entre 25 et 28 °C. La végétation est composée à 70% de forêt tropicale dense et à 30% de forêt tropicale ouverte.
La forêt se trouve dans une ligne de partage des eaux qui crée de grandes variétés d'habitats pour la faune, notamment des cascades, des parties de forêt inondées et des forêts riveraines, entraînant une forte biodiversité.
Une brève étude de l'herpétofaune dans deux endroits de la forêt en septembre 2009 a recensé 94 espèces d'amphibiens et de reptiles. Il y avait 35 espèces d'amphibiens, quatre espèces de tortues, le caïman à front lisse, 23 espèces de lézards et 31 espèces de serpents. La plupart de ces espèces sont caractéristiques des forêts humides.
Certaines des espèces enregistrées avaient une taxonomie méconnue, et peuvent constituer de nouvelles espèces non encore identifiées. 64 espèces de poissons ont été identifiées dans les familles des Characiformes (33), Siluriformes (16), Perciformes (7) Gymnotiformes (6), Cyprinodontiformes (1) et Synbranchiformes (1).

## Conservation
La forêt nationale de Trairão est classée aire protégée de l'UICN - catégorie VI (aire protégée avec utilisation durable des ressources naturelles). L'extraction du bois y est autorisée. La forêt a été créée dans le cadre d'une stratégie de conservation visant à contenir l'arc de déforestation en Amazonie, et à minimiser la perte de biodiversité due à l'exploitation forestière, à la monoculture, à l'agriculture illégale et au bétail .
La zone accessible à partir de la BR-163 avait déjà été déboisée à 10,4% et les écosystèmes étaient très fragmentés. Les spécialistes espèrent que la gestion moderne des forêts à usages multiples augmentera le nombre d'emplois dans la région, procurant des revenus et améliorant la qualité de vie de la population. À ce titre, un Plan de Management de la forêt a été publié en mars 2010. Une partie de la forêt, au sud et au sud-ouest, a été identifiée comme importante pour la conservation de la biodiversité, et confirmée comme zone de conservation.
Ce plan de gestion a noté que la forêt était soumise à la déforestation illégale, à l'extraction illégale de produits non ligneux, à la chasse, à la pêche, à la construction de routes et au développement de fermes. La conversion de la forêt tropicale en pâturage, comme cela s'est produit dans d'autres parties du Pará, entraînera probablement l'extinction locale de la plupart des espèces d'herpétofaune, car elles sont adaptées à un microclimat humide.